# Wanda Wulzová
Wanda Wulzová (nepřechýleně Wanda Wulz; 25. července 1903, Terst, Rakousko-Uhersko – 16. dubna 1984, Terst, Itálie) byla italská experimentální fotografka.

## Životopis
Wulzová se narodila 25. července 1903 v italském Terstu. Jak její dědeček Giuseppe Wulz, tak její otec Carlo Wulz byli fotografové. Dokumentovali společenské akce a vytvářeli portréty kolegů umělců a místních intelektuálů. Wanda začala svou kariéru fotografováním hudebníků, tanečníků a herců v Terstu. V roce 1930 vystavila šest fotografií v Římě. Jednou z nejvýznamnějších fotografií, kterou Wanda Wulzová vytvořila, je její autoportrét sloučený s portrétem kočky, nazvaný "Io + gatto" ("Kočka a já") z roku 1932.
Wanda často spolupracovala na práci se svou sestrou Marion Wulzovou. Wanda i Marion převzaly fotografické studio jejich otce Carla. Před vytvořením vlastního díla sloužila Marion, která byla také malířkou u Pietra Lucana, jako modelka pro fotografii svého otce. Sestry fotografovaly známé osobnosti jako jsou například tanečnice Nini Perno a Alba Wiegele, šermířka Irene Camberová a společně je fotografovala módní návrhářka Anita Pittoni.
V roce 1932 se připojila k futuristickému hnutí po setkání s Filippo Tommaso Marinettim na umělecké výstavě. Její fotografie z konce třicátých let často zahrnovaly superponované obrazy a pohyb, využívala například koláže, fotomontáže nebo vícenásobné expozice. Futurismus nakonec opustila na konci 30. let.